# Lijst van rijksmonumenten in Utrecht (stad)/Binnenstad
De stad Utrecht telt in totaal 1402 inschrijvingen in het rijksmonumentenregister, de wijk Binnenstad bevat hiervan het grootste aantal. De wijk Binnenstad omvat volgens de wijkindeling die het gemeentebestuur hanteert, naast de oude binnenstad binnen de Stadsbuitengracht ook de buurten Hooch Boulandt, Bleekstraat en omgeving en Hoog Catherijne, NS, Jaarbeurs. De lijst in dit artikel bevat alléén de oude binnenstad binnen de Stadsbuitengracht. Dit gebied kent totaal 1.119 rijksmonumenten. Zie hieronder een overzicht.

## Straten met veel rijksmonumenten
De straten met de meeste rijksmonumenten hebben een aparte lijst. Deze straten bevatten in totaal 790 rijksmonumenten:
- Lijst van rijksmonumenten in Utrecht (stad)/Achter de Dom (11)
- Lijst van rijksmonumenten in Utrecht (stad)/Achter Sint Pieter (16)
- Lijst van rijksmonumenten in Utrecht (stad)/Boothstraat (11)
- Lijst van rijksmonumenten in Utrecht (stad)/Breedstraat (11)
- Lijst van rijksmonumenten in Utrecht (stad)/Brigittenstraat (14)
- Lijst van rijksmonumenten in Utrecht (stad)/Choorstraat (10)
- Lijst van rijksmonumenten in Utrecht (stad)/Domplein (13)
- Lijst van rijksmonumenten in Utrecht (stad)/Drift (15)
- Lijst van rijksmonumenten in Utrecht (stad)/Hamburgerstraat (14)
- Lijst van rijksmonumenten in Utrecht (stad)/Herenstraat (15)
- Lijst van rijksmonumenten in Utrecht (stad)/Janskerkhof (23)
- Lijst van rijksmonumenten in Utrecht (stad)/Kromme Nieuwegracht (50)
- Lijst van rijksmonumenten in Utrecht (stad)/Lange Nieuwstraat (34)
- Lijst van rijksmonumenten in Utrecht (stad)/Lijnmarkt (33)
- Lijst van rijksmonumenten in Utrecht (stad)/Mariaplaats (14)
- Lijst van rijksmonumenten in Utrecht (stad)/Minrebroederstraat (11)
- Lijst van rijksmonumenten in Utrecht (stad)/Nieuwegracht (102)
- Lijst van rijksmonumenten in Utrecht (stad)/Oudegracht (223)
- Lijst van rijksmonumenten in Utrecht (stad)/Oudkerkhof (13)
- Lijst van rijksmonumenten in Utrecht (stad)/Plompetorengracht (21)
- Lijst van rijksmonumenten in Utrecht (stad)/Springweg (24)
- Lijst van rijksmonumenten in Utrecht (stad)/Trans (16)
- Lijst van rijksmonumenten in Utrecht (stad)/Twijnstraat (22)
- Lijst van rijksmonumenten in Utrecht (stad)/Van Asch van Wijckskade  (19)
- Lijst van rijksmonumenten in Utrecht (stad)/Vismarkt (13)
- Lijst van rijksmonumenten in Utrecht (stad)/Voorstraat (17)
- Lijst van rijksmonumenten in Utrecht (stad)/Wittevrouwenstraat (14)
- Lijst van rijksmonumenten in Utrecht (stad)/Zuilenstraat (11)

## Overige rijksmonumenten
Hieronder een lijst van de overige 329 rijksmonumenten in de oude Binnenstad:
| Object | Oorspronkelijke functie?  | Bouwjaar | Architect                                               | Locatie                                         | Coördinaten?                | Nr.?   | Afbeelding |
| --- | ------------------------- | --- | ------------------------------------------------------- | ----------------------------------------------- | --------------------------- | ------ | --- |
| Magdalenabrug | Brug                      | |                                                         | Magdalenabrug                                   | 52° 5' 12" NB, 5° 7' 35" OL | 4775   | Meer afbeeldingen |
| Paulusbrug | Brug                      | |                                                         | Paulusbrug                                      | 52° 5' 20" NB, 5° 7' 27" OL | 12908  | Meer afbeeldingen |
| Brigittenbrug | Brug                      | |                                                         | Brigittenbrug                                   | 52° 5' 17" NB, 5° 7' 30" OL | 14250  | Meer afbeeldingen |
| Quintijnsbrug | Brug                      | |                                                         | Quintijnsbrug                                   | 52° 5' 15" NB, 5° 7' 33" OL | 14251  | Meer afbeeldingen |
| Gaardbrug | Brug                      | |                                                         | Gaardbrug                                       | 52° 5' 21" NB, 5° 7' 16" OL | 15327  | Meer afbeeldingen |
| Weesbrug | Brug                      | |                                                         | Weesbrug                                        | 52° 5' 14" NB, 5° 7' 19" OL | 18281  | Meer afbeeldingen |
| Pand met gevel met rechte kroonlijst | Woonhuis                  | 18e eeuw |                                                         | Pausdam 1                                       | 52° 5' 25" NB, 5° 7' 26" OL | 18295  | Meer afbeeldingen |
| Pand met lijstgevel | Woonhuis                  | 18e eeuw |                                                         | Pausdam 3                                       | 52° 5' 25" NB, 5° 7' 26" OL | 18296  | Meer afbeeldingen |
| Pieterskerk | Kerk en kerkonderdeel     | ca. 1040 |                                                         | Pieterskerkhof 3                                | 52° 5' 29" NB, 5° 7' 28" OL | 18297  | Meer afbeeldingen |
| Pand met gepleisterde gevel met rechte kroonlijst tot Pieterskerkcomplex behorend | Kerk en kerkonderdeel     | 17e eeuw |                                                         | Pieterskerkhof 5                                | 52° 5' 28" NB, 5° 7' 28" OL | 18298  | Meer afbeeldingen |
| Stalgebouw, gevel met rechte kroonlijst | Transport                 | |                                                         | Pieterskerkhof 19                               | 52° 5' 30" NB, 5° 7' 27" OL | 18299  | Meer afbeeldingen |
| Pand met gevel met rechte kroonlijst, zadeldak eindigend in dubbele topgevels | Woonhuis                  | 17e eeuw |                                                         | Pieterstraat 1                                  | 52° 5' 30" NB, 5° 7' 28" OL | 18300  | Meer afbeeldingen |
| Pand met gevel met rechte kroonlijst | Woonhuis                  | 17e eeuw |                                                         | Pieterstraat 2                                  | 52° 5' 30" NB, 5° 7' 28" OL | 18301  | Meer afbeeldingen |
| Pand met gevel met rechte kroonlijst | Woonhuis                  | |                                                         | Pieterstraat 4                                  | 52° 5' 30" NB, 5° 7' 28" OL | 18302  | Meer afbeeldingen |
| Pand met gevel met rechte kroonlijst | Woonhuis                  | |                                                         | Pieterstraat 6                                  | 52° 5' 30" NB, 5° 7' 28" OL | 18303  | Meer afbeeldingen |
| Pand met gepleisterde gevel met rechte kroonlijst | Woonhuis                  | 19e eeuw |                                                         | Predikherenkerkhof 5                            | 52° 5' 43" NB, 5° 7' 6" OL  | 18324  | Meer afbeeldingen |
| Pand met gepleisterde gevel met rechte kroonlijst | Woonhuis                  | |                                                         | Predikherenkerkhof 7A;B;C                       | 52° 5' 44" NB, 5° 7' 6" OL  | 18325  | Meer afbeeldingen |
| Statig herenhuis met fraai versierde middenpartij, dubbele deur en bovenlicht, rechte kroonlijst, zadeldak eindigend in topgevels                                                                                | Woonhuis                  | 18e eeuw |                                                         | Predikherenkerkhof 9                            | 52° 5' 44" NB, 5° 7' 6" OL  | 18326  | Meer afbeeldingen |
| Pand met halsgevel | Werk-woonhuis             | 18e eeuw |                                                         | Predikherenstraat 15                            | 52° 5' 40" NB, 5° 7' 7" OL  | 18327  | Meer afbeeldingen |
| Pand met trapgevel met sierankers gepleisterd | Woonhuis                  | 17e eeuw |                                                         | Predikherenstraat 20                            | 52° 5' 40" NB, 5° 7' 6" OL  | 18328  | Meer afbeeldingen |
| Winkel met pui | Werk-woonhuis             | 18e eeuw |                                                         | Schoutenstraat 13                               | 52° 5' 34" NB, 5° 7' 10" OL | 18331  | Meer afbeeldingen |
| Gepleisterd onderkelderd hoekpand, onder pannen schilddak, dat aan de achterzijde aansluit tegen een puntgevel met vlechtingen                                                                                   | Woonhuis                  | waarschijnlijk 17e eeuw |                                                         | Schoutenstraat 21                               | 52° 5' 35" NB, 5° 7' 9" OL  | 18332  | Meer afbeeldingen |
| Leeuwenbergh Gasthuis | Gezondheidszorg           | 1567 gesticht |                                                         | Servaasbolwerk 1A                               | 52° 5' 16" NB, 5° 7' 39" OL | 18333  | Meer afbeeldingen |
| Delen van het Romeinse castellum Traiectum en het 11e-eeuwse keizerlijk paleis Lofen | Kasteel, buitenplaats     | Romeinse tijd en 11e eeuw | onbekend                                                | Servetstraat 3                                  | 52° 5' 26" NB, 5° 7' 16" OL | 18334  | Meer afbeeldingen |
| Pand met klokgevel, tussen poort en domtoren, achter gelegen deel van het huis | Woonhuis                  | 1735 15e eeuw |                                                         | Servetstraat 7                                  | 52° 5' 26" NB, 5° 7' 16" OL | 18335  | Meer afbeeldingen |
| Poort bisschopshof | Bijgebouwen kastelen enz. | 1634 |                                                         | Servetstraat bij 5                              | 52° 5' 26" NB, 5° 7' 17" OL | 18336  | Meer afbeeldingen |
| Delen van het Romeinse castellum Traiectum en het keizerlijk paleis Lofen | Kasteel, buitenplaats     | Romeinse tijd en 11e eeuw | onbekend                                                | Servetstraat 8                                  | 52° 5' 26" NB, 5° 7' 15" OL | 18337  | Meer afbeeldingen |
| Pand met pilastergevel onder rechte kroonlijst | Woonhuis                  | 1646 |                                                         | Nathanaëlspoort 2                               | 52° 5' 15" NB, 5° 7' 10" OL | 18339  | Meer afbeeldingen |
| Stadhuiscomplex | Overheidsgebouw           | meerdere bouwperiodes, o.a. middeleeuwen en in 1824 neoclassicistisch hoofdgebouw                                                                 |                                                         | Stadhuisbrug 1                                  | 52° 5' 31" NB, 5° 7' 10" OL | 18352  | Meer afbeeldingen |
| Buurkerk | Kerk en kerkonderdeel     | huidige vorm vanaf 1279 met daarna meermaals verbouwingen                                                                                         |                                                         | Steenweg 6                                      | 52° 5' 26" NB, 5° 7' 10" OL | 18353  | Meer afbeeldingen |
| Sterrenburg | Open verdedigingswerk     | ca. 1554 | Willem van Noort                                        | Sterrenburg 1                                   | 52° 4' 52" NB, 5° 7' 20" OL | 18354  | Meer afbeeldingen |
| Koetshuis, werkplaats en woning behorende bij de Winkel van Sinkel | Woonhuis                  | |                                                         | Vinkenburgstraat 19                             | 52° 5' 33" NB, 5° 7' 6" OL  | 18372  | Meer afbeeldingen |
| Pomp bij Jacobikerk | Straatmeubilair           | |                                                         | Waterstraat                                     | 52° 5' 43" NB, 5° 6' 56" OL | 18386  | Meer afbeeldingen |
| Pand met 17e-eeuwse gevel, gemetselde kroonlijst, bogen boven de ramen met zandstenen blokken, hoog zadeldak tussen topgevels                                                                                    | Woonhuis                  | oudste fase vermoedelijk vroeg 13e eeuw | onbekend                                                | Wed 5                                           | 52° 5' 23" NB, 5° 7' 18" OL | 18387  | Meer afbeeldingen |
| Statig herenhuis met rechte kroonlijst, acht ramen breed, deels verbouwd tot garage | Woonhuis                  | 18e eeuw |                                                         | Wijde Begijnestraat 1                           | 52° 5' 44" NB, 5° 7' 19" OL | 18397  | Meer afbeeldingen |
| Pand, gevel met rechte kroonlijst, hardstenen frontons boven de ramen, ingang met natuurstenen omlijsting en door fronton gedekt, fraai gebeeldhouwde deur                                                       | Woonhuis                  | 1645 |                                                         | Wijde Begijnestraat 5                           | 52° 5' 44" NB, 5° 7' 19" OL | 18398  | Meer afbeeldingen |
| Pand met neoklassieke lijstgevel, hoekblok maakt deel uit van serie huizen aan de Van Asch van Wijckkade | Woonhuis                  | |                                                         | Wijde Begijnestraat 27                          | 52° 5' 47" NB, 5° 7' 19" OL | 18399  | Meer afbeeldingen |
| Pand met verdieping onder zadeldak | Woonhuis                  | mogelijk 17e eeuw |                                                         | Zadelstraat 9                                   | 52° 5' 25" NB, 5° 7' 11" OL | 18400  | Meer afbeeldingen |
| Pand met 17e-eeuwse trapgevel | Werk-woonhuis             | 17e eeuw |                                                         | Zadelstraat 33                                  | 52° 5' 24" NB, 5° 7' 8" OL  | 18401  | Meer afbeeldingen |
| Koetshuis en Kameren van Jan van Goch | Woonhuis                  | 18e eeuw en ouder |                                                         | Zakkendragerssteeg 22-44                        | 52° 5' 33" NB, 5° 6' 55" OL | 18402  | Meer afbeeldingen |
| Sonnenborgh | Fort, vesting en -onderdl | ca. 1550 | Willem van Noort                                        | Zonnenburg 1                                    | 52° 5' 7" NB, 5° 7' 45" OL  | 18403  | Meer afbeeldingen |
| Oude stadswal met grachtengordel a/d Stadsbuitengracht, de (restanten van de) 9 bolwerken waaronder Sonnenborgh en het Lucasbolwerk, overblijfselen van Kasteel Vredenburg, Zocherpark                           | Waterweg, werf en haven   | diverse tijdsperiodes met name 12e, 16e en 19e eeuw                                                                                               | diversen                                                | ruwweg het gebied aan de rand van de Binnenstad | 52° 5' 6" NB, 5° 7' 10" OL  | 18413  | Meer afbeeldingen |
| Restanten van de stadsverdediging ter hoogte van de Wolvenburg | Omwalling                 | |                                                         | Restanten verdedigingswerken                    | 52° 5' 50" NB, 5° 7' 33" OL | 18414  | Restanten van de stadsverdediging ter hoogte van de Wolvenburg                                                             |
| Jansbrug (Utrecht) | Brug                      | middeleeuwen |                                                         | Jansbrug (Utrecht)                              | 52° 5' 33" NB, 5° 7' 1" OL  | 30816  | Meer afbeeldingen |
| Hamburgerbrug | Brug                      | |                                                         | Hamburgerbrug                                   | 52° 5' 18" NB, 5° 7' 17" OL | 30899  | Meer afbeeldingen |
| Pand met lijstgevel | Werk-woonhuis             | 19e eeuw |                                                         | Reguliersteeg 2B                                | 52° 5' 14" NB, 5° 7' 20" OL | 31080  | Meer afbeeldingen |
| Pand met lijstgevel | Werk-woonhuis             | 19e eeuw |                                                         | Reguliersteeg 2A                                | 52° 5' 14" NB, 5° 7' 21" OL | 31081  | Meer afbeeldingen |
| Herenhuis met uitbouw op consoles rustend boven de ingang | Werk-woonhuis             | midden 17e eeuw |                                                         | Oudekamp 12                                     | 52° 5' 20" NB, 5° 7' 34" OL | 31113  | Meer afbeeldingen |
| Stadsbinnengrachten met onder meer de naastgelegen werven, walmuren en werfmuren | Waterweg, werf en haven   | vanaf de hoge middeleeuwen | divers                                                  | Binnenstad                                      | 52° 4' 58" NB, 5° 7' 22" OL | 356137 | Meer afbeeldingen |
| Agnietenklooster | Klooster, kloosteronderdl | 1512-1516 |                                                         | Agnietenstraat 1                                | 52° 5' 2" NB, 5° 7' 33" OL  | 36001  | Meer afbeeldingen |
| Fundatie van Renswoude | Sociale zorg, liefdadigh. | |                                                         | Agnietenstraat 5                                | 52° 5' 3" NB, 5° 7' 36" OL  | 36002  | Meer afbeeldingen |
| Willem Arntszhuis | Gezondheidszorg           | |                                                         | Agnietenstraat 2                                | 52° 5' 3" NB, 5° 7' 34" OL  | 36003  | Meer afbeeldingen |
| Beyerskameren, deel van de | Woonhuis                  | 1650 |                                                         | Agnietenstraat 4-6                              | 52° 5' 3" NB, 5° 7' 36" OL  | 36004  | Meer afbeeldingen |
| Kameren Maria van Pallaes | Sociale zorg, liefdadigh. | 1651 |                                                         | Agnietenstraat 8                                | 52° 5' 3" NB, 5° 7' 36" OL  | 36005  | Meer afbeeldingen |
| Pand met gepleisterde pilastergevel met grote orde koppen de gootlijst steunend | Woonhuis                  | 1650, circa | Ghijsbert Theunisz. van Vianen/ Peter Jansz. van Cooten | Ambachtstraat 5                                 | 52° 5' 34" NB, 5° 7' 28" OL | 36006  | Meer afbeeldingen |
| Pand met gevel met rechte gemetselde kroonlijst | Woonhuis                  | |                                                         | Ambachtstraat 7                                 | 52° 5' 34" NB, 5° 7' 28" OL | 36007  | Meer afbeeldingen |
| Pand met gevel met rechte kroonlijst bogen met natuurstenen blokken boven de vensters | Woonhuis                  | midden 17e eeuw |                                                         | Ambachtstraat 11                                | 52° 5' 34" NB, 5° 7' 28" OL | 36008  | Meer afbeeldingen |
| Pand met gepleisterde lijstgevel | Woonhuis                  | |                                                         | Ambachtstraat 2                                 | 52° 5' 33" NB, 5° 7' 26" OL | 36009  | Meer afbeeldingen |
| Pand met langgerekte gevel met neo-classieke ornamentatie | Woonhuis                  | eerste helft 19e eeuw |                                                         | Ambachtstraat 6                                 | 52° 5' 34" NB, 5° 7' 27" OL | 36010  | Meer afbeeldingen |
| Pand met gevel met neo-classieke ornamentatie | Woonhuis                  | eerste helft 19e eeuw |                                                         | Ambachtstraat 12                                | 52° 5' 34" NB, 5° 7' 27" OL | 36011  | Meer afbeeldingen |
| Delen van het Sint Eloyen Gasthuis | Gezondheidszorg           | poortje: 1644 |                                                         | Boterstraat 22                                  | 52° 5' 23" NB, 5° 7' 8" OL  | 36030  | Meer afbeeldingen |
| Gebouwtje tegen de buurkerk | Woonhuis                  | |                                                         | Buurkerkhof 10                                  | 52° 5' 25" NB, 5° 7' 11" OL | 36050  | Meer afbeeldingen |
| Woning tegen de buurkerk met rechte kroonlijst | Werk-woonhuis             | |                                                         | Buurkerkhof 11                                  | 52° 5' 26" NB, 5° 7' 10" OL | 36051  | Meer afbeeldingen |
| Samengesteld, gedeeltelijk onderkelderd, huis | Werk-woonhuis             | middeleeuwen |                                                         | Achter Clarenburg 2                             | 52° 5' 26" NB, 5° 6' 57" OL | 36060  | Meer afbeeldingen |
| Huis Clarenburg/Maria Minor | Kerk en kerkonderdeel     | middeleeuwen (muurwerk)/19e eeuw (grotendeels) |                                                         | Achter Clarenburg 4                             | 52° 5' 26" NB, 5° 6' 57" OL | 36061  | Meer afbeeldingen |
| Hoekpand, met verdieping. Kroonlijst en omlopend schilddak | Werk-woonhuis             | eerste kwart 19e eeuw |                                                         | Achter Clarenburg 5                             | 52° 5' 26" NB, 5° 6' 58" OL | 36062  | Meer afbeeldingen |
| Pand met zadeldak | Werk-woonhuis             | 17e eeuw |                                                         | Voor Clarenburg 1                               | 52° 5' 27" NB, 5° 6' 58" OL | 36063  | Meer afbeeldingen |
| Pand onder zadeldak | Werk-woonhuis             | wellicht 17e eeuw |                                                         | Voor Clarenburg 3                               | 52° 5' 27" NB, 5° 6' 58" OL | 36064  | Meer afbeeldingen |
| Pand met verdieping en zadeldak tussen puntgevels | Werk-woonhuis             | 16e-19e eeuw |                                                         | Voor Clarenburg 7                               | 52° 5' 27" NB, 5° 6' 57" OL | 36065  | Meer afbeeldingen |
| Pand met lijstgevel | Woonhuis                  | derde kwart 19e eeuw |                                                         | Voor Clarenburg 2                               | 52° 5' 27" NB, 5° 6' 59" OL | 36066  | Meer afbeeldingen |
| Pand met gepleisterde lijstgevel volgens de smaak van de eerste helft 19e eeuw | Werk-woonhuis             | 16e of 17e eeuw |                                                         | Voor Clarenburg 10                              | 52° 5' 26" NB, 5° 6' 58" OL | 36067  | Meer afbeeldingen |
| Armenhuis, voorheen tuchthuis/Sint-Nicolaasklooster | Gerechtsgebouw            | |                                                         | Doelenstraat 12                                 | 52° 4' 57" NB, 5° 7' 28" OL | 36068  | Meer afbeeldingen |
| Huis de Beaufort | Woonhuis                  | 18e eeuw |                                                         | Domstraat 4                                     | 52° 5' 30" NB, 5° 7' 21" OL | 36079  | Meer afbeeldingen |
| Pand met lijstgevel met middenpartij omtrent 1860 | Woonhuis                  | ca. 1860 |                                                         | Domstraat 6                                     | 52° 5' 29" NB, 5° 7' 21" OL | 36080  | Meer afbeeldingen |
| Pand met lijstgevel | Woonhuis                  | ca. 1860 |                                                         | Domstraat 8                                     | 52° 5' 29" NB, 5° 7' 21" OL | 36081  | Meer afbeeldingen |
| Hoge lijstgevel, hoekhuis, aan de achterzijde aan de oudegracht gelegen | Woonhuis                  | |                                                         | Donkere Gaard 1                                 | 52° 5' 24" NB, 5° 7' 15" OL | 36082  | Meer afbeeldingen |
| Pand met lijstgevel met gesneden consoles | Werk-woonhuis             | eerste helft 18e eeuw |                                                         | Donkere Gaard 3                                 | 52° 5' 24" NB, 5° 7' 15" OL | 36083  | Meer afbeeldingen |
| Pand met lijstgevel | Werk-woonhuis             | 19e eeuw |                                                         | Donkere Gaard 7                                 | 52° 5' 24" NB, 5° 7' 15" OL | 36084  | Meer afbeeldingen |
| Pand met gepleisterde lijstgevel | Woonhuis                  | 17e eeuw |                                                         | Donkere Gaard 9                                 | 52° 5' 23" NB, 5° 7' 15" OL | 36085  | Meer afbeeldingen |
| Pand met dubbele trapgevel voor en aan de achterzijde, dubbele topgevel | Werk-woonhuis             | 17e eeuw |                                                         | Donkere Gaard 11                                | 52° 5' 23" NB, 5° 7' 15" OL | 36086  | Meer afbeeldingen |
| Lijstgevels, gepleisterd hoekhuis | Werk-woonhuis             | 17e eeuw |                                                         | Donkere Gaard 13                                | 52° 5' 23" NB, 5° 7' 16" OL | 36087  | Meer afbeeldingen |
| Huis Zoudenbalch | Werk-woonhuis             | ca. 1467 |                                                         | Donkerstraat 15                                 | 52° 5' 25" NB, 5° 7' 6" OL  | 36088  | Meer afbeeldingen |
| Pand met 18e-eeuwse halsgevel met aardige 19e-eeuwse onderpui | Werk-woonhuis             | 18e/19e eeuw |                                                         | Donkerstraat 23                                 | 52° 5' 24" NB, 5° 7' 6" OL  | 36089  | Meer afbeeldingen |
| Pand met pilastergevel met rechte kroonlijst met guirlandes versierd en torenvormige aanbouw, omtrent 1650 | Werk-woonhuis             | ca. 1650 |                                                         | Ganzenmarkt 30                                  | 52° 5' 33" NB, 5° 7' 12" OL | 36106  | Meer afbeeldingen |
| Geertekerk | Kerk en kerkonderdeel     | midden 13e eeuw |                                                         | Geertekerkhof 23                                | 52° 5' 5" NB, 5° 7' 15" OL  | 36108  | Meer afbeeldingen |
| Pomp bij de Geertekerk | Straatmeubilair           | 18e eeuw |                                                         | Pomp Geertekerkhof                              | 52° 5' 5" NB, 5° 7' 15" OL  | 36109  | Meer afbeeldingen |
| Duitse Huis, met onder meer middeleeuwse delen | Werk-woonhuis             | middeleeuwen |                                                         | Geertebolwerk 1                                 | 52° 5' 16" NB, 5° 7' 4" OL  | 36110  | Meer afbeeldingen |
| Hoekpand Klein Geertekerkhof. Gepleisterde lijstgevel | Woonhuis                  | |                                                         | Geertestraat 30                                 | 52° 5' 5" NB, 5° 7' 16" OL  | 36111  | Meer afbeeldingen |
| Duitse Huis, lage gebouwen | Woonhuis                  | |                                                         | Hofpoort 2                                      | 52° 5' 22" NB, 5° 7' 24" OL | 36138  | Meer afbeeldingen |
| Hoekhuis met trapgevel en rechte kroonlijst | Werk-woonhuis             | |                                                         | Hoogt 2                                         | 52° 5' 35" NB, 5° 7' 11" OL | 36141  | Meer afbeeldingen |
| Pand met gepleisterde lijstgevel | Werk-woonhuis             | 17e eeuw |                                                         | Hoogt 4                                         | 52° 5' 35" NB, 5° 7' 11" OL | 36142  | Meer afbeeldingen |
| Museum voor het Kruideniers-bedrijf | Werk-woonhuis             | 17e eeuw |                                                         | Hoogt 6                                         | 52° 5' 35" NB, 5° 7' 11" OL | 36143  | Meer afbeeldingen |
| Pand met gevel met rechte kroonlijst | Werk-woonhuis             | |                                                         | Hoogt 8                                         | 52° 5' 35" NB, 5° 7' 12" OL | 36144  | Meer afbeeldingen |
| Filmtheater 't Hoogt | Werk-woonhuis             | 18e eeuw |                                                         | Hoogt 10                                        | 52° 5' 35" NB, 5° 7' 12" OL | 36145  | Meer afbeeldingen |
| Pand met gepleisterde gevel met rechte kroonlijst 19e-eeuwse indruk wekkend, mogelijk van oudere oorsprong | Werk-woonhuis             | |                                                         | Hoogt 12                                        | 52° 5' 35" NB, 5° 7' 13" OL | 36146  | Meer afbeeldingen |
| Lage huisjes tegen de kerk aan gebouwd met rechte kroonlijst en zadeldak | Werk-woonhuis             | |                                                         | St.-Jacobsstraat 171                            | 52° 5' 42" NB, 5° 6' 53" OL | 36147  | Meer afbeeldingen |
| Jacobikerk | Kerk en kerkonderdeel     | 13e-15e eeuw |                                                         | Jacobskerkhof 22                                | 52° 5' 42" NB, 5° 6' 55" OL | 36148  | Meer afbeeldingen |
| Gebouw van grote oudheidkundige waarde met middeleeuwse topgevels en gaaf bewaard interieur | Werk-woonhuis             | middeleeuwen |                                                         | Jacobijnenstraat 2A/B                           | 52° 5' 42" NB, 5° 7' 1" OL  | 36149  | Meer afbeeldingen |
| Pand met klokgevel met fraaie natuurstenen ornamenten en randen | Werk-woonhuis             | |                                                         | Jacobijnenstraat 22                             | 52° 5' 42" NB, 5° 7' 4" OL  | 36150  | Meer afbeeldingen |
| Koetshuis en stallen tot huis | Opslag                    | begin 17e eeuw |                                                         | Jansdam 14A                                     | 52° 5' 34" NB, 5° 7' 22" OL | 36151  | Meer afbeeldingen |
| Gouden Rijder | Werk-woonhuis             | midden 18e eeuw |                                                         | Jansveld 11                                     | 52° 5' 38" NB, 5° 7' 11" OL | 36174  | Meer afbeeldingen |
| Margaretenhof | Sociale zorg, liefdadigh. | 1367-1371 (gesticht) |                                                         | Jansveld 4-20 (even)                            | 52° 5' 38" NB, 5° 7' 10" OL | 36175  | Meer afbeeldingen |
| Pand met trapgevel | Werk-woonhuis             | 17e eeuw |                                                         | Jansveld 28                                     | 52° 5' 39" NB, 5° 7' 11" OL | 36177  | Meer afbeeldingen |
| Pand met lijstgevel met zadeldak in topgevels eindigend daklijst met consoles | Werk-woonhuis             | |                                                         | Jeruzalemstraat 7                               | 52° 5' 25" NB, 5° 7' 33" OL | 36178  | Meer afbeeldingen |
| Gepleisterde lijstgevel, zadeldak in topgevels eindigend in wezen | Werk-woonhuis             | 16e eeuw |                                                         | Jeruzalemstraat 8                               | 52° 5' 25" NB, 5° 7' 34" OL | 36179  | Meer afbeeldingen |
| Herenhuis met rechte kroonlijst en terzijde van deur 2 vensters | Werk-woonhuis             | 1663, circa |                                                         | Keistraat 3                                     | 52° 5' 32" NB, 5° 7' 24" OL | 36184  | Meer afbeeldingen |
| Pand met eenvoudige lijstgevel met horizontale architraven boven vensters | Werk-woonhuis             | 1663, circa |                                                         | Keistraat 5                                     | 52° 5' 32" NB, 5° 7' 24" OL | 36185  | Meer afbeeldingen |
| Pand met gepleisterde gevel met rechte kroonlijst | Werk-woonhuis             | 19e eeuw |                                                         | Keistraat 7                                     | 52° 5' 32" NB, 5° 7' 24" OL | 36186  | Meer afbeeldingen |
| Waterschapshuis Lek Bovendams | Bestuursgebouw en onderdl | 1664 | Ghijsbert Theunisz. van Vianen                          | Keistraat 9                                     | 52° 5' 33" NB, 5° 7' 23" OL | 36187  | Meer afbeeldingen |
| Pand met bakstenen gevel met natuurstenen kroonlijst en dito tympanen boven de kruisvensters | Werk-woonhuis             | 1645, circa | Ghijsbert Theunisz. van Vianen                          | Keizerstraat 35                                 | 52° 5' 38" NB, 5° 7' 30" OL | 36188  | Meer afbeeldingen |
| Gepleisterd pand onder zadeldak met dakvenster | Werk-woonhuis             | 17e eeuw |                                                         | Kintgenshaven 1                                 | 52° 5' 35" NB, 5° 7' 10" OL | 36189  | Meer afbeeldingen |
| Gepleisterd pand onder zadeldak met dakkapel | Werk-woonhuis             | waarschijnlijk 17e eeuw |                                                         | Kintgenshaven 1A                                | 52° 5' 35" NB, 5° 7' 10" OL | 36190  | Meer afbeeldingen |
| Pand met lijstgevel met natuurstenen bandversiering in de bogen, boven de vensters natuurstenen blokken | Woonhuis                  | 17e eeuw |                                                         | Korte Jansstraat 2                              | 52° 5' 32" NB, 5° 7' 19" OL | 36191  | Meer afbeeldingen |
| Korte Minrebroederstraat 7/7A | Werk-woonhuis             | 17e eeuw |                                                         | Korte Minrebroederstraat 7                      | 52° 5' 31" NB, 5° 7' 13" OL | 36192  | Meer afbeeldingen |
| Huis met trapgevel | Werk-woonhuis             | 17e eeuw |                                                         | Korte Minrebroederstraat 11                     | 52° 5' 32" NB, 5° 7' 13" OL | 36193  | Meer afbeeldingen |
| Pand met belangrijke renaissance-gevel met fraai gebeeldhouwde pilasters, banden schelpen boven de vensters, thans door rechte kroonlijst afgedekt                                                               | Werk-woonhuis             | 16e/17e eeuw |                                                         | Korte Nieuwstraat 2                             | 52° 5' 24" NB, 5° 7' 19" OL | 36194  | Meer afbeeldingen |
| Huis met rechte daklijst, boven de vensters accoladebogen met hardstenen blokken | Werk-woonhuis             | 17e eeuw |                                                         | Korte Nieuwstraat 4                             | 52° 5' 24" NB, 5° 7' 20" OL | 36195  | Meer afbeeldingen |
| Pand met lijstgevel | Werk-woonhuis             | 19e eeuw |                                                         | Korte Nieuwstraat 6                             | 52° 5' 22" NB, 5° 7' 20" OL | 36196  | Meer afbeeldingen |
| Pand met lijstgevel | Werk-woonhuis             | 18e eeuw |                                                         | Korte Nieuwstraat 8                             | 52° 5' 22" NB, 5° 7' 21" OL | 36197  | Meer afbeeldingen |
| Pand met lijstgevel | Werk-woonhuis             | 18e eeuw |                                                         | Korte Nieuwstraat 10                            | 52° 5' 22" NB, 5° 7' 21" OL | 36198  | Meer afbeeldingen |
| Poort, achteruitgang kasteel van antwerpen | Erfscheiding              | 17e eeuw |                                                         | Lange Elisabethstraat bij 9                     | 52° 5' 28" NB, 5° 6' 58" OL | 36249  | Meer afbeeldingen |
| Pand met gepleisterde lijstgevel | Woonhuis                  | 17e eeuw |                                                         | Lange Smeestraat 2                              | 52° 5' 10" NB, 5° 7' 18" OL | 36274  | Meer afbeeldingen |
| Pand met lijstgevel door zadeldak gedekt | Woonhuis                  | 17e eeuw |                                                         | Lange Smeestraat 4                              | 52° 5' 10" NB, 5° 7' 18" OL | 36275  | Meer afbeeldingen |
| Eenvoudig 17e-eeuws pand met halsgevel | Werk-woonhuis             | 17e eeuw |                                                         | Lange Smeestraat 20                             | 52° 5' 10" NB, 5° 7' 16" OL | 36276  | Meer afbeeldingen |
| Bartholomeïgasthuis | Gezondheidszorg           | 1367 |                                                         | Lange Smeestraat 40                             | 52° 5' 8" NB, 5° 7' 11" OL  | 36277  | Meer afbeeldingen |
| Bruntskameren | Woonhuis                  | 1621 |                                                         | Bruntensteeg 1, Bruntenhof 5 en hoger           | 52° 5' 18" NB, 5° 7' 39" OL | 36278  | Meer afbeeldingen |
| Pand met gepleisterde lijstgevel | Werk-woonhuis             | 17e eeuw |                                                         | Lichte Gaard 1                                  | 52° 5' 25" NB, 5° 7' 14" OL | 36279  | Meer afbeeldingen |
| De Witte Arend | Werk-woonhuis             | 17e-eeuws met oudere en jongere delen |                                                         | Lichte Gaard 2                                  | 52° 5' 25" NB, 5° 7' 14" OL | 36280  | Meer afbeeldingen |
| 't Craentgen | Werk-woonhuis             | |                                                         | Lichte Gaard 3                                  | 52° 5' 25" NB, 5° 7' 15" OL | 36281  | Meer afbeeldingen |
| Pand met lijstgevel | Werk-woonhuis             | 18e eeuw |                                                         | Lichte Gaard 4                                  | 52° 5' 25" NB, 5° 7' 15" OL | 36282  | Meer afbeeldingen |
| Pand met lijstgevel 18e eeuw | Werk-woonhuis             | 18e eeuw |                                                         | Lichte Gaard 5                                  | 52° 5' 25" NB, 5° 7' 15" OL | 36283  | Meer afbeeldingen |
| Pand met gevel met rechte kroonlijst en gebeeldhouwde consoles | Werk-woonhuis             | 18e eeuw (consoles) |                                                         | Lichte Gaard 6                                  | 52° 5' 25" NB, 5° 7' 15" OL | 36284  | Meer afbeeldingen |
| Pand met gevel met rechte kroonlijst en gebeeldhouwde consoles | Werk-woonhuis             | 18e eeuw (consoles) |                                                         | Lichte Gaard 7                                  | 52° 5' 25" NB, 5° 7' 15" OL | 36285  | Meer afbeeldingen |
| Pand met lijstgevel | Woonhuis                  | tweede helft 19e eeuw |                                                         | Lichte Gaard 8                                  | 52° 5' 25" NB, 5° 7' 15" OL | 36286  | Meer afbeeldingen |
| Pand met trapgevel | Werk-woonhuis             | 17e eeuw |                                                         | Loeff Berchmakerstraat 48                       | 52° 5' 42" NB, 5° 7' 5" OL  | 36287  | Meer afbeeldingen |
| Pand met dubbele trapgevel met natuurstenen blokken in bogen en sierankers | Werk-woonhuis             | eerste helft 17e eeuw |                                                         | Loeff Berchmakerstraat 50                       | 52° 5' 42" NB, 5° 7' 5" OL  | 36288  | Meer afbeeldingen |
| Lucasbolwerk | Fort, vesting en -onderdl | tweede 16e eeuw |                                                         | Bogen en vestingwerken plantsoen Lucasbolwerk   | 52° 5' 38" NB, 5° 7' 36" OL | 36289  | Meer afbeeldingen |
| Manenburg | Fort, vesting en -onderdl | 1551-1554 |                                                         | Manenburg 1                                     | 52° 4' 54" NB, 5° 7' 30" OL | 36344  | Meer afbeeldingen |
| Pand met gepleisterde klassieke lijstgevel | Werk-woonhuis             | tweede helft 19e eeuw |                                                         | Mariahoek 6                                     | 52° 5' 20" NB, 5° 6' 58" OL | 36345  | Meer afbeeldingen |
| Huizenrij tegen de achterzijde der kloostergang aan gebouwd | Werk-woonhuis             | |                                                         | Mariahoek 14                                    | 52° 5' 21" NB, 5° 7' 1" OL  | 36349  | Meer afbeeldingen |
| Sint Getrudiskapel | Kerk en kerkonderdeel     | 15e/16e/18e eeuw |                                                         | Mariahoek 9                                     | 52° 5' 20" NB, 5° 7' 0" OL  | 36346  | Meer afbeeldingen |
| Pand met lijstgevel, tegen de kerk gebouwd | Werk-woonhuis             | 19e eeuw |                                                         | Mariahoek 11                                    | 52° 5' 20" NB, 5° 6' 60" OL | 36347  | Meer afbeeldingen |
| Pand met topgevel, tegen de kerk gebouwd | Werk-woonhuis             | 17e eeuw |                                                         | Mariahoek 12                                    | 52° 5' 20" NB, 5° 7' 0" OL  | 36348  | Meer afbeeldingen |
| Oude mannen en vrouwenhuis | Sociale zorg, liefdadigh. | |                                                         | Mariahoek 15                                    | 52° 5' 21" NB, 5° 6' 59" OL | 36350  | Meer afbeeldingen |
| Oostgevel van het oud katholieke weeshuis en de oude | Sociale zorg, liefdadigh. | |                                                         | Mariahoek 16                                    | 52° 5' 21" NB, 5° 6' 60" OL | 36351  | Meer afbeeldingen |
| Pand met gepleisterde lijstgevel, op de hoek een beeld geplaatst | Woonhuis                  | |                                                         | Mariastraat 49                                  | 52° 5' 25" NB, 5° 7' 2" OL  | 36360  | Meer afbeeldingen |
| Pand met lijstgevel, boven de vensters bogen, gevel voorzien van nieuwe verdieping | Werk-woonhuis             | |                                                         | Muntstraat 1                                    | 52° 5' 33" NB, 5° 7' 30" OL | 36365  | Meer afbeeldingen |
| Pand met gepleisterde lijstgevel | Werk-woonhuis             | 17e eeuw |                                                         | Muntstraat 3                                    | 52° 5' 33" NB, 5° 7' 30" OL | 36366  | Meer afbeeldingen |
| Pand met pilastergevel met rechte kroonlijst | Werk-woonhuis             | 1650, circa | Ghijsbert Theunisz. van Vianen/ Peter Jansz. van Cooten | Muntstraat 4                                    | 52° 5' 34" NB, 5° 7' 29" OL | 36367  | Meer afbeeldingen |
| Pand met gepleisterde langgerekte gevel met rechte kroonlijst | Werk-woonhuis             | 17e eeuw |                                                         | Muntstraat 5                                    | 52° 5' 33" NB, 5° 7' 30" OL | 36368  | Meer afbeeldingen |
| Pand met gevel met rechte kroonlijst, gemetselde accoladen boven de ramen, versierde deuromlijsting | Woonhuis                  | eerste helft 17e eeuw |                                                         | Muntstraat 6                                    | 52° 5' 34" NB, 5° 7' 30" OL | 36369  | Meer afbeeldingen |
| Pand met gepleisterde langgerekte gevel met rechte kroonlijst | Appartementengebouw       | 17e eeuw |                                                         | Muntstraat 7                                    | 52° 5' 34" NB, 5° 7' 31" OL | 36370  | Meer afbeeldingen |
| 'Kindgenshaven'. Huis met opmerkelijke gevelsteen | Werk-woonhuis             | 19e eeuw |                                                         | Neude 1                                         | 52° 5' 35" NB, 5° 7' 10" OL | 36372  | Meer afbeeldingen |
| Pand met lijstgevel met goede 18e-eeuwse winkelpui en uithangbord 1747 | Woonhuis                  | 18e eeuw |                                                         | Neude 39                                        | 52° 5' 34" NB, 5° 7' 9" OL  | 36374  | Meer afbeeldingen |
| Oude werkhuispoort van het Sint-Nicolaasklooster | Werk-woonhuis             | 1603 |                                                         | Nicolaasdwarsstraat bij 1                       | 52° 4' 60" NB, 5° 7' 28" OL | 36375  | Meer afbeeldingen |
| Gronsveltkameren | Woonhuis                  | |                                                         | Nicolaasdwarsstraat 2                           | 52° 4' 59" NB, 5° 7' 29" OL | 36376  | Meer afbeeldingen |
| Gronsveltkameren | Werk-woonhuis             | |                                                         | Nicolaasdwarsstraat 6                           | 52° 4' 59" NB, 5° 7' 29" OL | 36377  | Gronsveltkameren |
| Gronsveltkameren | Werk-woonhuis             | |                                                         | Nicolaasdwarsstraat 10                          | 52° 4' 59" NB, 5° 7' 29" OL | 36378  | Gronsveltkameren |
| Pand met gepleisterde lijstgevel | Werk-woonhuis             | |                                                         | Nicolaaskerkhof 2                               | 52° 4' 60" NB, 5° 7' 27" OL | 36379  | Meer afbeeldingen |
| Nicolaïkerk | Kerk en kerkonderdeel     | 12e/15e eeuw |                                                         | Nicolaaskerkhof 8                               | 52° 4' 59" NB, 5° 7' 31" OL | 36380  | Meer afbeeldingen |
| Laag huis tegen de Nicolaaskerk | Werk-woonhuis             | |                                                         | Nicolaaskerkhof 9                               | 52° 4' 60" NB, 5° 7' 32" OL | 36381  | Meer afbeeldingen |
| Maartensbrug | Brug                      | |                                                         | Maartensbrug                                    | 52° 5' 25" NB, 5° 7' 13" OL | 38763  | Meer afbeeldingen |
| Smeebrug | Brug                      | |                                                         | Smeebrug                                        | 52° 5' 11" NB, 5° 7' 20" OL | 39758  | Meer afbeeldingen |
| Geertebrug | Brug                      | |                                                         | Geertebrug                                      | 52° 5' 6" NB, 5° 7' 21" OL  | 40299  | Meer afbeeldingen |
| Stadhuisbrug | Brug                      | |                                                         | Stadhuisbrug                                    | 52° 5' 30" NB, 5° 7' 11" OL | 41098  | Meer afbeeldingen |
| Zandbrug | Brug                      | |                                                         | Zandbrug                                        | 52° 5' 46" NB, 5° 6' 58" OL | 41942  | Meer afbeeldingen |
| Pand met verdieping onder dwarsgeplaatst, pannen zadeldak tussen trapgevels | Werk-woonhuis             | 15e eeuw |                                                         | Lange Jufferstraat tegenover 10                 | 52° 5' 37" NB, 5° 7' 31" OL | 46944  | Meer afbeeldingen |
| Hoekpand, met verdieping en kapverdieping onder hoogopgaand pannen schilddak | Werk-woonhuis             | 17e eeuw (oorsprong) |                                                         | Lange Smeestraat 32                             | 52° 5' 9" NB, 5° 7' 14" OL  | 46945  | Meer afbeeldingen |
| In twee woningen opgesplitst pand, met verdieping onder dwarsgeplaatst pannen zadeldak | Werk-woonhuis             | 19e eeuw |                                                         | Korte Lauwerstraat 34                           | 52° 5' 45" NB, 5° 7' 8" OL  | 46946  | Meer afbeeldingen |
| Blokvormig pand, onderkelderd en met verdieping onder omlopend pannen schilddak met dakkapellen | Werk-woonhuis             | midden 19e eeuw |                                                         | Nieuwekade 201-217                              | 52° 5' 47" NB, 5° 6' 50" OL | 46947  | Meer afbeeldingen |
| Koetshuis | Onderdeel woningen e.d.   | mogelijk 17e eeuw |                                                         | Ridderschapstraat 4                             | 52° 5' 44" NB, 5° 7' 29" OL | 46948  | Meer afbeeldingen |
| Pand met verdieping onder dwarsgeplaatst pannen zadeldak, gepleisterde lijstgevel | Werk-woonhuis             | midden 19e eeuw |                                                         | Wijde Begijnestraat 124                         | 52° 5' 46" NB, 5° 7' 18" OL | 46951  | Meer afbeeldingen |
| Pand met verdieping onder dwarsgeplaatste mansarde-achtige kap, met gepleisterde lijstgevel | Werk-woonhuis             | midden 19e eeuw |                                                         | Wijde Begijnestraat 126                         | 52° 5' 46" NB, 5° 7' 18" OL | 46952  | Meer afbeeldingen |
| Hoekpand met verdieping onder pannen schilddak, geheel gepleisterd | Woonhuis                  | midden 19e eeuw |                                                         | Wijde Begijnestraat 128                         | 52° 5' 46" NB, 5° 7' 18" OL | 46953  | Meer afbeeldingen |
| Bescheiden huis, bestaande uit een voorhuis met twee bouwlagen en een kap, en een jongere aanbouw | Woonhuis                  | 15e eeuw |                                                         | Kintgenshaven 4                                 | 52° 5' 35" NB, 5° 7' 10" OL | 470309 | Meer afbeeldingen |
| Pand van twee bouwlagen met kap met voor en achterschild | Werk-woonhuis             | 17e/18e eeuw |                                                         | Donkerstraat 25                                 | 52° 5' 24" NB, 5° 7' 6" OL  | 470311 | Meer afbeeldingen |
| Hoekpand, bestaande uit twee bouwlagen met een zadeldak | Woonhuis                  | 16e eeuw |                                                         | Predikherenstraat 24                            | 52° 5' 41" NB, 5° 7' 6" OL  | 470315 | Meer afbeeldingen |
| Eenlaags pand met zadeldak tussen trapgevels evenwijdig aan de Lauwersteeg | Werk-woonhuis             | middeleeuwen |                                                         | Steenweg 49                                     | 52° 5' 27" NB, 5° 7' 3" OL  | 470316 | Meer afbeeldingen |
| Huis van drie bouwlagen, een schilddak evenwijdig aan de straat en een kelder | Werk-woonhuis             | vroeg 17e eeuw |                                                         | Vinkenburgstraat 2                              | 52° 5' 31" NB, 5° 7' 3" OL  | 470317 | Meer afbeeldingen |
| Huis van drie bouwlagen, met afgeplat schilddak | Woonhuis                  | middeleeuwen (oorsprong) 17e eeuw (verb.) |                                                         | Wijde Begijnestraat 112                         | 52° 5' 45" NB, 5° 7' 18" OL | 470318 | Meer afbeeldingen |
| Pausdambrug | Brug                      | |                                                         | Pausdambrug                                     | 52° 5' 24" NB, 5° 7' 26" OL | 47071  | Meer afbeeldingen |
| Jacobibrug | Brug                      | |                                                         | Jacobibrug                                      | 52° 5' 42" NB, 5° 6' 60" OL | 47072  | Meer afbeeldingen |
| Viebrug | Brug                      | middeleeuwen |                                                         | Viebrug                                         | 52° 5' 36" NB, 5° 7' 0" OL  | 47073  | Meer afbeeldingen |
| Bakkerbrug | Brug                      | middeleeuwen |                                                         | Bakkerbrug                                      | 52° 5' 30" NB, 5° 7' 2" OL  | 47074  | Meer afbeeldingen |
| Bezembrug | Brug                      | middeleeuwen |                                                         | Bezembrug                                       | 52° 5' 30" NB, 5° 7' 6" OL  | 47075  | Meer afbeeldingen |
| Vollersbrug | Brug                      | |                                                         | Vollersbrug                                     | 52° 5' 2" NB, 5° 7' 23" OL  | 47076  | Meer afbeeldingen |
| Plompetorenbrug | Brug                      | |                                                         | Plompetorenbrug                                 | 52° 5' 49" NB, 5° 7' 25" OL | 47078  | Meer afbeeldingen |
| Wed van de Ganzenmarkt naar de Oudegracht | Waterweg, werf en haven   | |                                                         | ter hoogte van Ganzenmarkt 2                    | 52° 5' 31" NB, 5° 7' 9" OL  | 47082  | Meer afbeeldingen |
| Bruggen van oudheidkundige waarde over de Kromme Nieuwegracht waaronder de Pietersbrug | Brug                      | |                                                         | Bruggen Kromme Nieuwegracht                     | 52° 5' 29" NB, 5° 7' 34" OL | 47084  | Meer afbeeldingen |
| Werfmuren en balies aan de Oudegracht, Nieuwegracht, Kromme Nieuwegracht en Lichtegaard | Waterweg, werf en haven   | |                                                         | divers                                          | 52° 5' 33" NB, 5° 7' 24" OL | 356287 | Meer afbeeldingen |
| Kloosterschuur van de Abraham Doleklooster | Werk-woonhuis             | middeleeuwen (bouw) 17e eeuw (verb.) |                                                         | Abraham Dolesteeg 10                            | 52° 5' 16" NB, 5° 7' 21" OL | 450318 | Meer afbeeldingen |
| Pand, bestaande uit twee bouwlagen en een kap evenwijdig aan de straat | Woonhuis                  | 15e eeuw |                                                         | 1e Achterstraat 1                               | 52° 5' 46" NB, 5° 6' 60" OL | 450338 | Meer afbeeldingen |
| Pand, bestaande uit twee bouwlagen en een kap evenwijdig aan de straat | Woonhuis                  | 15e eeuw |                                                         | 1e Achterstraat 2                               | 52° 5' 46" NB, 5° 6' 60" OL | 450339 | Meer afbeeldingen |
| Pand, bestaande uit twee bouwlagen en een kap evenwijdig aan de straat | Werk-woonhuis             | 15e eeuw |                                                         | 1e Achterstraat 3                               | 52° 5' 46" NB, 5° 7' 0" OL  | 450340 | Meer afbeeldingen |
| Lombardenhuis | Werk-woonhuis             | 13e eeuw |                                                         | Visschersplein 1                                | 52° 5' 23" NB, 5° 7' 9" OL  | 450341 | Meer afbeeldingen |
| Pand met lijstgevel, bestaande uit drie bouwlagen en een kelder en een kap evenwijdig aan de straat | Werk-woonhuis             | 17e eeuw of ouder |                                                         | Haverstraat 20                                  | 52° 5' 17" NB, 5° 7' 13" OL | 450342 | Meer afbeeldingen |
| Huis met ingezwenkte gevel | Werk-woonhuis             | middeleeuwen (oorsprong) eerste helft 19e eeuw (gevel)                                                                                            |                                                         | Lange Lauwerstraat 32                           | 52° 5' 45" NB, 5° 7' 5" OL  | 450343 | Meer afbeeldingen |
| Bakkerspoort, verband houdend met Huis Zoudenbalch | Poortgebouw               | 15e eeuw |                                                         | Mariastraat 28                                  | 52° 5' 25" NB, 5° 7' 3" OL  | 36358  | Meer afbeeldingen |
| Middeleeuws huis verband houdend met Huis Zoudenbalch | Werk-woonhuis             | middeleeuwen |                                                         | Mariastraat 30                                  | 52° 5' 25" NB, 5° 7' 3" OL  | 450347 | Meer afbeeldingen |
| Middeleeuws huis verband houdend met Huis Zoudenbalch | Werk-woonhuis             | middeleeuwen |                                                         | Mariastraat 32                                  | 52° 5' 25" NB, 5° 7' 3" OL  | 450348 | Meer afbeeldingen |
| Middeleeuws huis verband houdend met Huis Zoudenbalch | Werk-woonhuis             | middeleeuwen |                                                         | Mariastraat 34                                  | 52° 5' 25" NB, 5° 7' 3" OL  | 450349 | Meer afbeeldingen |
| Diep huis met drie bouwlagen | Werk-woonhuis             | 14e eeuw (opzet) 15e eeuw (uitbr.) |                                                         | Neude 2                                         | 52° 5' 35" NB, 5° 7' 9" OL  | 450350 | Meer afbeeldingen |
| Pand met twee beuken evenwijdig aan de straat | Woonhuis                  | middeleeuwen |                                                         | Oudekamp 5                                      | 52° 5' 21" NB, 5° 7' 33" OL | 450351 | Meer afbeeldingen |
| Middeleeuws pand bestaande uit de helft van een dwarshuis | Werk-woonhuis             | middeleeuwen (pand) 16e eeuw (kelder) 17e eeuw (zolder) 18e eeuw (rest.) middeleeuwen (pand) 16e eeuw (kelder) 17e eeuw (zolder) 18e eeuw (rest.) |                                                         | Schoutenstraat 2                                | 52° 5' 33" NB, 5° 7' 10" OL | 450352 | Meer afbeeldingen |
| Pand bestaande uit een voorhuis | Werk-woonhuis             | 17e eeuw (bouw) middeleeuwen (oorsprong) |                                                         | Schoutenstraat 4                                | 52° 5' 33" NB, 5° 7' 10" OL | 450353 | Meer afbeeldingen |
| Middeleeuws "complex" huis van bescheiden formaat, bestaande uit een voor en achterhuis met twee bouwlagen en een kap                                                                                            | Werk-woonhuis             | middeleeuwen |                                                         | Visscherssteeg 11-13                            | 52° 5' 20" NB, 5° 7' 9" OL  | 450354 | Meer afbeeldingen |
| Eenlaags pand onder mansardekap evenwijdig aan de rooilijn met rechts zijschild | Werk-woonhuis             | 1844 |                                                         | Achterom 4                                      | 52° 5' 18" NB, 5° 7' 37" OL | 450356 | Meer afbeeldingen |
| Metelerkamp-fundatie | Werk-woonhuis             | |                                                         | Nieuwe Kamp 2                                   | 52° 5' 19" NB, 5° 7' 38" OL | 450357 | Metelerkamp-fundatie |
| Metelerkamp-fundatie | Werk-woonhuis             | |                                                         | Nieuwe Kamp 4                                   | 52° 5' 19" NB, 5° 7' 38" OL | 450358 | Metelerkamp-fundatie |
| Metelerkamp-fundatie | Werk-woonhuis             | |                                                         | Nieuwe Kamp 6                                   | 52° 5' 19" NB, 5° 7' 38" OL | 450359 | Metelerkamp-fundatie |
| Metelerkamp-fundatie | Werk-woonhuis             | |                                                         | Nieuwe Kamp 8                                   | 52° 5' 19" NB, 5° 7' 37" OL | 450360 | Metelerkamp-fundatie |
| Metelerkamp-fundatie | Werk-woonhuis             | |                                                         | Nieuwe Kamp 10                                  | 52° 5' 18" NB, 5° 7' 37" OL | 450361 | Metelerkamp-fundatie |
| Metelerkamp-fundatie | Werk-woonhuis             | |                                                         | Nieuwe Kamp 12                                  | 52° 5' 18" NB, 5° 7' 37" OL | 450362 | Metelerkamp-fundatie |
| Woonhuis bestaande uit twee bouwlagen, een kelder en een kap evenwijdig aan de straat | Werk-woonhuis             | 1613 |                                                         | Geertestraat 8                                  | 52° 5' 5" NB, 5° 7' 19" OL  | 450366 | Meer afbeeldingen |
| Pand van twee bouwlagen met schilddak met de nok loodrecht op de rooilijn | Appartementengebouw       | 17e eeuw |                                                         | Jeruzalemstraat 15                              | 52° 5' 24" NB, 5° 7' 34" OL | 450369 | Meer afbeeldingen |
| Pand met gepleisterde lijstgevel, bestaande uit twee bouwlagen, een kelder en een kap loodrecht op de straat | Woonhuis                  | 17e eeuw |                                                         | Lange Lauwerstraat 15                           | 52° 5' 45" NB, 5° 7' 3" OL  | 450371 | Meer afbeeldingen |
| Pand van bestaande uit twee bouwlagen, een kelder en een kap evenwijdig aan de straat | Woonhuis                  | middeleeuwen (oorsprong) |                                                         | Oudekamp 7                                      | 52° 5' 21" NB, 5° 7' 33" OL | 450374 | Meer afbeeldingen |
| Koetshuis en tuinhuis behorende tot het claustrale erf van Kromme Nieuwegracht 43 | Werk-woonhuis             | |                                                         | Pieterskerkhof 7                                | 52° 5' 28" NB, 5° 7' 30" OL | 450375 | Meer afbeeldingen |
| Koetshuis behorende tot het claustrale erf van Kromme Nieuwegracht 39 | Werk-woonhuis             | |                                                         | Pieterskerkhof 9                                | 52° 5' 28" NB, 5° 7' 31" OL | 450376 | Meer afbeeldingen |
| Pand van twee bouwlagen onder zadeldak, met de nok evenwijdig aan de rooilijn, met aanbouw | Werk-woonhuis             | 17e eeuw |                                                         | Pieterskerkhof 12                               | 52° 5' 29" NB, 5° 7' 31" OL | 450377 | Meer afbeeldingen |
| Kameren van Jan van Campen | Werk-woonhuis             | |                                                         | Schalkwijkstraat 6                              | 52° 5' 16" NB, 5° 7' 36" OL | 450378 | Meer afbeeldingen |
| Kameren van Jan van Campen | Werk-woonhuis             | |                                                         | Schalkwijkstraat 8                              | 52° 5' 16" NB, 5° 7' 36" OL | 450379 | Meer afbeeldingen |
| Kameren van Jan van Campen | Werk-woonhuis             | |                                                         | Schalkwijkstraat 12                             | 52° 5' 16" NB, 5° 7' 37" OL | 450380 | Meer afbeeldingen |
| Kameren van Jan van Campen | Werk-woonhuis             | |                                                         | Schalkwijkstraat 14                             | 52° 5' 16" NB, 5° 7' 37" OL | 450381 | Meer afbeeldingen |
| Kameren van Jan van Campen | Werk-woonhuis             | |                                                         | Schalkwijkstraat 16                             | 52° 5' 16" NB, 5° 7' 37" OL | 450382 | Meer afbeeldingen |
| Kameren van Jan van Campen | Woonhuis                  | |                                                         | Schalkwijkstraat 18                             | 52° 5' 16" NB, 5° 7' 37" OL | 450383 | Meer afbeeldingen |
| Kameren van Jan van Campen | Woonhuis                  | |                                                         | Schalkwijkstraat 20                             | 52° 5' 16" NB, 5° 7' 37" OL | 450384 | Meer afbeeldingen |
| Kamerwoning onder zadeldak evenwijdig aan de rooilijn, deel uitmakend van de Kameren van Jan van Campen | Werk-woonhuis             | |                                                         | Schalkwijkstraat 22                             | 52° 5' 16" NB, 5° 7' 38" OL | 450385 | Meer afbeeldingen |
| Belangrijk huis | Werk-woonhuis             | 15e eeuw |                                                         | Slachtstraat 2                                  | 52° 5' 35" NB, 5° 7' 10" OL | 450386 | Meer afbeeldingen |
| Hoekpand bestaande uit twee bouwlagen een kelder en een kap loodrecht op de Twijnstraat | Werk-woonhuis             | middeleeuwen |                                                         | Tolsteegbarrière 1                              | 52° 4' 55" NB, 5° 7' 25" OL | 450387 | Meer afbeeldingen |
| Huis bestaande uit twee bouwlagen, een kelder en een schilddak | Werk-woonhuis             | 17e eeuw (bouw) middeleeuwen |                                                         | Tolsteegbarriere 2                              | 52° 4' 55" NB, 5° 7' 25" OL | 450388 | Meer afbeeldingen |
| Rij van vier 'Zocher panden' die in feite verbouwde gebouwen zijn van het begijnehof | Woonhuis                  | |                                                         | Wijde Begijnestraat 15-17-19-21                 | 52° 5' 45" NB, 5° 7' 19" OL | 450393 | Meer afbeeldingen |
| Huis bestaande uit drie bouwlagen, een kelder en een pothuis aan de achterzijde | Werk-woonhuis             | 17e eeuw (opzet) |                                                         | Zadelstraat 13                                  | 52° 5' 25" NB, 5° 7' 10" OL | 450394 | Meer afbeeldingen |
| Pand bestaande uit een bouwlaag met een kap evenwijdig aan de straat | Werk-woonhuis             | eerste helft 16e eeuw |                                                         | Zilverstraat 34                                 | 52° 5' 13" NB, 5° 7' 9" OL  | 450395 | Meer afbeeldingen |
| Pand, dat oorspronkelijk deel uitmaakte van een complex huis, bestaande uit een breed voorhuis van een laag met kap evenwijdig aan de straat en twee achterhuizen met kappen loodrecht op de straat en topgevels | Werk-woonhuis             | 16e eeuw (opzet) 15e eeuw (muurwerk) |                                                         | Zilverstraat 38                                 | 52° 5' 13" NB, 5° 7' 9" OL  | 450396 | Meer afbeeldingen |
| 17e-eeuws huis met trapgevel | Werk-woonhuis             | 1612, circa |                                                         | Annastraat 1                                    | 52° 5' 31" NB, 5° 7' 13" OL | 450398 | Meer afbeeldingen |
| Pand van momenteel drie, oorspronkelijk twee, bouwlagen op een hoge kelder | Woonhuis                  | middeleeuwen |                                                         | Buurkerkhof 9                                   | 52° 5' 25" NB, 5° 7' 9" OL  | 450410 | Meer afbeeldingen |
| Oranjerie in de Oude Hortus | Bijgebouwen kastelen enz. | 1778 |                                                         | Eligenstraat 37C                                | 52° 5' 7" NB, 5° 7' 33" OL  | 450415 | Meer afbeeldingen |
| Ubica-panden | Woonhuis                  | 1302 |                                                         | Ganzenmarkt 24                                  | 52° 5' 33" NB, 5° 7' 11" OL | 450416 | Meer afbeeldingen |
| Huis van twee vakken breed, met een kap evenwijdig aan de straat | Werk-woonhuis             | middeleeuwen (oorsprong) |                                                         | Geertekerkhof 2                                 | 52° 5' 6" NB, 5° 7' 16" OL  | 450417 | Meer afbeeldingen |
| Pand van middeleeuwse oorsprong, bestaande uit vier bouwlagen met de kap evenwijdig aan de straat en verschillende kelders                                                                                       | Woonhuis                  | middeleeuwen (oorsprong) |                                                         | Haverstraat 2                                   | 52° 5' 18" NB, 5° 7' 16" OL | 450418 | Meer afbeeldingen |
| Huis, thans bestaande uit drie bouwlagen met kelder en een kap loodrecht op de straat | Woonhuis                  | middeleeuwen (oorsprong) 1619 (verbreding) |                                                         | Haverstraat 6                                   | 52° 5' 18" NB, 5° 7' 15" OL | 450419 | Meer afbeeldingen |
| Pand, thans bestaande uit drie bouwlagen en kap, loodrecht op de straat | Woonhuis                  | 17e eeuw (oorsprong) |                                                         | Haverstraat 26                                  | 52° 5' 17" NB, 5° 7' 12" OL | 450420 | Meer afbeeldingen |
| Huis tegenwoordig bestaande uit twee bouwlagen en een kap, loodrecht op de straat | Werk-woonhuis             | 17e eeuw (oorsprong) 19e+20e eeuw (gewijzigd) |                                                         | Haverstraat 30                                  | 52° 5' 17" NB, 5° 7' 11" OL | 450421 | Meer afbeeldingen |
| Huis, gelegen achter Trans 17, met twee bouwlagen en een kap loodrecht op de Trans | Werk-woonhuis             | laat 17e eeuw |                                                         | Hofpoort 1                                      | 52° 5' 23" NB, 5° 7' 23" OL | 450422 | Meer afbeeldingen |
| Pand van twee bouwlagen en zadeldak evenwijdig aan de straat | Werk-woonhuis             | 1644 |                                                         | Hoogt 1                                         | 52° 5' 35" NB, 5° 7' 12" OL | 450423 | Meer afbeeldingen |
| Pand met twee bouwlagen, een kap evenwijdig aan de straat (loodrecht op de Oudegracht) en een kelder onder een deel van het pand                                                                                 | Werk-woonhuis             | 17e/19e eeuw |                                                         | Jacobijnenstraat 1A                             | 52° 5' 42" NB, 5° 7' 1" OL  | 450426 | Meer afbeeldingen |
| Huis bestaande uit twee bouwlagen en een kap loodrecht op de straat, met een ingezwenkte halsgevel | Werk-woonhuis             | middeleeuwen (oorsprong) ca. 1800 (gevel) |                                                         | Jacobijnenstraat 7                              | 52° 5' 42" NB, 5° 7' 3" OL  | 450427 | Meer afbeeldingen |
| Twee bouwdelen, te weten het ondiepe pand aan de Jacobijnenstraat en een zeer brede achterbouw die zich ook achter de buurpanden voortzet                                                                        | Woonhuis                  | 16e eeuw (achterbouw) 17e eeuw (gevel) vermoedelijk 18e eeuw (houten pui)                                                                         |                                                         | Jacobijnenstraat 16                             | 52° 5' 42" NB, 5° 7' 4" OL  | 450428 | Meer afbeeldingen |
| Huis met twee bouwlagen, kelders en een kap met de nok loodrecht op de straat | Woonhuis                  | |                                                         | Jeruzalemstraat 17                              | 52° 5' 24" NB, 5° 7' 34" OL | 450430 | Meer afbeeldingen |
| Huis met twee bouwlagen, een kap met de nok evenwijdig aan de straat en een kelder | Werk-woonhuis             | 17e eeuw (voorhuis) vroeg 19e eeuw (achterhuis)                                                                                                   |                                                         | Jeruzalemstraat 20                              | 52° 5' 24" NB, 5° 7' 35" OL | 450431 | Meer afbeeldingen |
| Pand van twee bouwlagen met nok loodrecht op de straat, bestaande uit een middeleeuws eenlaagshuis met kap in de 17e of 18e eeuw vergroot tot (voor)huis van twee bouw                                           | Werk-woonhuis             | |                                                         | Keizerstraat 14                                 | 52° 5' 37" NB, 5° 7' 27" OL | 450432 | Meer afbeeldingen |
| Koetshuis van het huis Leedenberch | Werk-woonhuis             | 17e eeuw |                                                         | Keizerstraat 20                                 | 52° 5' 37" NB, 5° 7' 28" OL | 450433 | Meer afbeeldingen |
| Hoekpand van twee bouwlagen met zadeldak evenwijdig aan de straat | Werk-woonhuis             | middeleeuwen |                                                         | Keizerstraat 47                                 | 52° 5' 40" NB, 5° 7' 31" OL | 450434 | Meer afbeeldingen |
| Huis, tegenwoordig van drie bouwlagen, een kelder en een kap evenwijdig aan de straat | Werk-woonhuis             | 17e eeuw |                                                         | Korte Minrebroederstraat 5                      | 52° 5' 31" NB, 5° 7' 13" OL | 450435 | Meer afbeeldingen |
| Huis van twee bouwlagen | Werk-woonhuis             | 17e eeuw |                                                         | Korte Minrebroederstraat 23                     | 52° 5' 33" NB, 5° 7' 13" OL | 450436 | Meer afbeeldingen |
| Pand, thans voorzien van een ingezwenkte halsgevel uit de eerste helft van de 19e eeuw, bestaande uit twee bouwlagen met kap loodrecht op de straat                                                              | Werk-woonhuis             | middeleeuwen (oorsprong) |                                                         | Lange Lauwerstraat 22                           | 52° 5' 46" NB, 5° 7' 3" OL  | 450437 | Meer afbeeldingen |
| Dwarshuis van twee bouwlagen en kap evenwijdig aan de rooilijn | Werk-woonhuis             | middeleeuwen (oorsprong) |                                                         | Lange Smeestraat 1                              | 52° 5' 11" NB, 5° 7' 18" OL | 450447 | Meer afbeeldingen |
| Dwarshuis van twee bouwlagen, twee vakken breed met restanten van dragende houtconstructie | Werk-woonhuis             | middeleeuwen |                                                         | Lange Smeestraat 3                              | 52° 5' 11" NB, 5° 7' 18" OL | 450448 | Meer afbeeldingen |
| Pand van twee bouwlagen met een zadeldak met de nok loodrecht op de straat en een kelder | Woonhuis                  | middeleeuwen (oorsprong) |                                                         | Lange Smeestraat 6                              | 52° 5' 10" NB, 5° 7' 18" OL | 450449 | Meer afbeeldingen |
| In opzet gaaf bewaard pand | Werk-woonhuis             | midden 17e eeuw |                                                         | Loeff Berchmakerstraat 21                       | 52° 5' 41" NB, 5° 7' 6" OL  | 450451 | Meer afbeeldingen |
| Pand met twee bouwlagen | Werk-woonhuis             | vroeg 16e eeuw |                                                         | Loeff Berchmakerstraat 36                       | 52° 5' 40" NB, 5° 7' 5" OL  | 450452 | Meer afbeeldingen |
| Hoekpand met twee bouwlagen en een kap loodrecht op de straat | Woonhuis                  | 16e eeuw met latere aanpassingen |                                                         | Loeff Berchmakerstraat 38                       | 52° 5' 41" NB, 5° 7' 5" OL  | 450453 | Meer afbeeldingen |
| Maliebrug | Brug                      | 1833 |                                                         | Maliebrug Stadsbuitengracht                     | 52° 5' 19" NB, 5° 7' 44" OL | 450456 | Meer afbeeldingen |
| Middeleeuws voorhuis bestaande uit twee bouwlagen, een kap loodrecht op de straat en een kelder | Woonhuis                  | 18e eeuw |                                                         | Mariastraat 4                                   | 52° 5' 26" NB, 5° 7' 2" OL  | 450457 | Meer afbeeldingen |
| Pand uit het eerste kwart van de 19e eeuw, bestaande uit drie bouwlagen met een kap evenwijdig aan de straat | Woonhuis                  | |                                                         | Neude 29                                        | 52° 5' 34" NB, 5° 7' 6" OL  | 450464 | Meer afbeeldingen |
| Oorspronkelijk zelfstandig huis van het split-level type, bestaande uit twee bouwlagen met een kap evenwijdig aan de straat en een kelder onder het voorhuis                                                     | Werk-woonhuis             | 17e eeuw |                                                         | Nieuwe Kamp 14                                  | 52° 5' 17" NB, 5° 7' 37" OL | 450466 | Meer afbeeldingen |
| Oorspronkelijk zelfstandig huis van het split-level type, bestaande uit twee bouwlagen met een kap evenwijdig aan de straat en een kelder onder het voorhuis                                                     | Werk-woonhuis             | 17e eeuw |                                                         | Nieuwe Kamp 16                                  | 52° 5' 17" NB, 5° 7' 37" OL | 450467 | Meer afbeeldingen |
| Oorspronkelijk huis van het split-level type, bestaande uit twee bouwlagen met een kap evenwijdig aan de straat en een kelder onder het voorhuis                                                                 | Werk-woonhuis             | 17e eeuw |                                                         | Nieuwe Kamp 18                                  | 52° 5' 17" NB, 5° 7' 37" OL | 450468 | Meer afbeeldingen |
| Oorspronkelijk zelfstandig huis van het split-level type, bestaande uit twee bouwlagen met een kap evenwijdig aan de straat en een kelder onder het voorhuis                                                     | Werk-woonhuis             | 17e eeuw |                                                         | Nieuwekamp 20                                   | 52° 5' 17" NB, 5° 7' 38" OL | 450469 | Meer afbeeldingen |
| Kameren van Jan van Campen | Woonhuis                  | |                                                         | Nieuwekamp 17                                   | 52° 5' 17" NB, 5° 7' 37" OL | 450470 | Kameren van Jan van Campen                                                                                                 |
| Koetshuis met bovenwoning op sterk gerende plattegrond | Werk-woonhuis             | |                                                         | Nobeldwarsstraat 18                             | 52° 5' 33" NB, 5° 7' 35" OL | 450471 | Meer afbeeldingen |
| Pand van twee bouwlagen met een zadeldak evenwijdig aan de rooilijn | Woonhuis                  | tweede kwart 17e eeuw |                                                         | Nobeldwarsstraat 27                             | 52° 5' 31" NB, 5° 7' 35" OL | 450472 | Meer afbeeldingen |
| Pand van twee bouwlagen met een zadeldak evenwijdig aan de rooilijn | Woonhuis                  | tweede kwart 17e eeuw |                                                         | Nobeldwarsstraat 29                             | 52° 5' 31" NB, 5° 7' 36" OL | 450473 | Meer afbeeldingen |
| Pand bestaande uit twee bouwlagen met een kap loodrecht op de straat en een vlak gedekte kelder onder het achterste deel                                                                                         | Woonhuis                  | 17e eeuw |                                                         | Oudekamp 8                                      | 52° 5' 21" NB, 5° 7' 34" OL | 450486 | Meer afbeeldingen |
| Pand van twee bouwlagen met zadeldak evenwijdig aan de straat | Werk-woonhuis             | 17e-18e eeuw |                                                         | Pausdam 2                                       | 52° 5' 25" NB, 5° 7' 26" OL | 450490 | Meer afbeeldingen |
| Pand bestaande uit twee bouwlagen met kap, loodrecht op de straat, en een kleine kelder met tongewelf | Woonhuis                  | 16e eeuw |                                                         | Predikherenstraat 5                             | 52° 5' 39" NB, 5° 7' 8" OL  | 450491 | Meer afbeeldingen |
| Pand bestaande uit twee bouwlagen met kap, loodrecht op de straat, en een kleine kelder met tongewelf | Werk-woonhuis             | 17e eeuw |                                                         | Predikherenstraat 9                             | 52° 5' 40" NB, 5° 7' 8" OL  | 450492 | Meer afbeeldingen |
| Oorspronkelijk eenlaags middeleeuws huis thans bestaande uit twee bouwlagen | Werk-woonhuis             | middeleeuwen (oorsprong) |                                                         | Predikherenstraat 25-27                         | 52° 5' 41" NB, 5° 7' 7" OL  | 450493 | Meer afbeeldingen |
| Helft van oorspronkelijk vier venstersbreed pand | Werk-woonhuis             | 17e eeuw |                                                         | Predikherenstraat 26                            | 52° 5' 41" NB, 5° 7' 6" OL  | 450494 | Meer afbeeldingen |
| Huis bestaande uit twee bouwlagen met kap loodrecht op de straat en een kelder met tongewelf | Werk-woonhuis             | 17e eeuw |                                                         | Ridderschapstraat 10                            | 52° 5' 45" NB, 5° 7' 29" OL | 450495 | Meer afbeeldingen |
| Huis bestaande uit twee bouwlagen met kap loodrecht op de straat en een kelder | Werk-woonhuis             | 17e eeuw |                                                         | Ridderschapstraat 12                            | 52° 5' 45" NB, 5° 7' 29" OL | 450496 | Meer afbeeldingen |
| Huis bestaande uit twee bouwlagen met kap loodrecht op de straat en een kelder met kruisgewelven | Werk-woonhuis             | 17e eeuw |                                                         | Ridderschapstraat 14                            | 52° 5' 46" NB, 5° 7' 29" OL | 450497 | Meer afbeeldingen |
| slingermuur | Tuin, park en plantsoen   | tweede kwart 18e eeuw |                                                         | Schalkwijkstraat tegenover 41                   | 52° 5' 16" NB, 5° 7' 37" OL | 450498 | Meer afbeeldingen |
| Huis bestaande uit twee bouwlagen, een kap loodrecht op de straat en een kelder | Werk-woonhuis             | eind 16e eeuw |                                                         | Servetstraat 6                                  | 52° 5' 26" NB, 5° 7' 15" OL | 450499 | Meer afbeeldingen |
| Huis bestaande uit twee bouwlagen, een kap loodrecht op de straat en een kelder | Werk-woonhuis             | 17e eeuw |                                                         | Steenweg 33                                     | 52° 5' 27" NB, 5° 7' 6" OL  | 450508 | Meer afbeeldingen |
| Pand, bestaande uit twee bouwlagen met kap, loodrecht op de straat, en een kleine kelder met tongewelf | Werk-woonhuis             | 17e eeuw |                                                         | Predikherenstraat 7                             | 52° 5' 40" NB, 5° 7' 8" OL  | 450534 | Meer afbeeldingen |
| Pand bestaande uit twee bouwlagen, een kap met de nok loodrecht op de straat en een kelder onder een deel van het huis                                                                                           | Werk-woonhuis             | middeleeuwen |                                                         | Wed 1                                           | 52° 5' 23" NB, 5° 7' 17" OL | 450539 | Meer afbeeldingen |
| Willemskazerne, linker hoekpaviljoen met hek | Woonhuis                  | 1829, circa | Offerhaus (e.a.)                                        | Wittevrouwenkade 1                              | 52° 5' 43" NB, 5° 7' 33" OL | 450541 | Meer afbeeldingen |
| Willemskazerne, rechter hoekpaviljoen | Handel en kantoor         | 1829, circa | Offerhaus (e.a.)                                        | Wittevrouwenkade 6                              | 52° 5' 46" NB, 5° 7' 32" OL | 450542 | Meer afbeeldingen |
| Huis van twee bouwlagen met een mansardekap | Werk-woonhuis             | 17e eeuw |                                                         | Wijde Doelen 2A                                 | 52° 4' 56" NB, 5° 7' 28" OL | 450548 | Meer afbeeldingen |
| Brede fourageloods | Militaire opslagplaats    | tweede kwart 19e eeuw | Kramm                                                   | Wijde Doelen 8                                  | 52° 4' 56" NB, 5° 7' 30" OL | 450549 | Meer afbeeldingen |
| Hoekpand van drie bouwlagen, een kap loodrecht op de Zadelstraat en een, gedeeltelijk onder de straat gelegen, kelder                                                                                            | Woonhuis                  | 17e eeuw |                                                         | Zadelstraat 45                                  | 52° 5' 24" NB, 5° 7' 7" OL  | 450550 | Meer afbeeldingen |
| Huis met interessante zijgevels met schouders halverwege, bestaande uit twee bouwlagen met kap | Werk-woonhuis             | laat 16e eeuw |                                                         | Zilverstraat 12                                 | 52° 5' 13" NB, 5° 7' 10" OL | 450551 | Meer afbeeldingen |
| Eenlaags hoekpand onder mansardekap, op oudere kelder, vrijwoning deel uitmakend van het hofje van de Fundatie Metelerkamp                                                                                       | Werk-woonhuis             | 1844 |                                                         | Achterom 2                                      | 52° 5' 18" NB, 5° 7' 37" OL | 450556 | Eenlaags hoekpand onder mansardekap, op oudere kelder, vrijwoning deel uitmakend van het hofje van de Fundatie Metelerkamp |
| Pand met twee bouwlagen onder rood pannen schilddak dat boven de tot lijstgevel verbouwde oorspronkelijk trapgevel is afgewolfd                                                                                  | Werk-woonhuis             | 17e eeuw (oorsprong) |                                                         | Neude 35A                                       | 52° 5' 34" NB, 5° 7' 8" OL  | 452975 | Meer afbeeldingen |
| Orgel in de Westerkerk | Vanwege onderdelen kerk   | 1814 | G.H. Quellhorst                                         | Catharijnekade 9                                | 52° 5' 38" NB, 5° 6' 42" OL | 498263 | Meer afbeeldingen |
| Penitentiaire Inrichting Wolvenplein, hoofdgebouw en twee dienstwoningen | Gerechtsgebouw            | 1856 |                                                         | Wolvenplein 27                                  | 52° 5' 49" NB, 5° 7' 33" OL | 514205 | Meer afbeeldingen |
| Penitentiaire Inrichting Wolvenplein, kerkgebouw | Kerk en kerkonderdeel     | 1903 |                                                         | Wolvenplein bij 27                              | 52° 5' 50" NB, 5° 7' 33" OL | 514206 | Meer afbeeldingen |
| Penitentiaire Inrichting Wolvenplein, ringmuur en hekwerk | Gerechtsgebouw            | 1856 |                                                         | Wolvenplein bij 27                              | 52° 5' 50" NB, 5° 7' 33" OL | 514207 | Meer afbeeldingen |
| Louis Hartlooper Complex (voormalige politiepost Tolsteegbrug | Overheidsgebouw           | 1927-1928 | J.I. Planjer                                            | Tolsteegbrug 1                                  | 52° 4' 54" NB, 5° 7' 27" OL | 514212 | Meer afbeeldingen |
| Tolsteegbrug met kademuren, tramwachthuisje en urinoir | Brug                      | 1927-1928 | J.I. Planjer                                            | Tolsteegbrug bij 1                              | 52° 4' 54" NB, 5° 7' 28" OL | 514213 | Meer afbeeldingen |
| Begijnekade | Woonhuis                  | 1872 |                                                         | Begijnekade 1                                   | 52° 5' 48" NB, 5° 7' 14" OL | 514215 | Meer afbeeldingen |
| Begijnekade | Woonhuis                  | 1860-1870 |                                                         | Begijnekade 12                                  | 52° 5' 49" NB, 5° 7' 18" OL | 514216 | Meer afbeeldingen |
| Openbare Leeszaal aan de Voetiusstraat 2-4: bibliotheek | Welzijn, kunst en cultuur | 1910 | J. Stuivinga                                            | Voetiusstraat 2a                                | 52° 5' 29" NB, 5° 7' 23" OL | 514220 | Meer afbeeldingen |
| Openbare Leeszaal aan de Voetiusstraat 2-4: beheerderswoning | Dienstwoning              | 1910 | J. Stuivinga                                            | Voetiusstraat 4                                 | 52° 5' 29" NB, 5° 7' 23" OL | 514221 | Meer afbeeldingen |
| Woonwinkelpand | Gezondheidszorg           | 1891-1981 | W.J. van Vogelpoel                                      | Steenweg 44                                     | 52° 5' 26" NB, 5° 7' 4" OL  | 514223 | Meer afbeeldingen |
| Drie geschakelde herenhuizen in één opzet gebouwd | Woonhuis                  | 1873 |                                                         | Lucasbolwerk 10                                 | 52° 5' 37" NB, 5° 7' 33" OL | 514227 | Meer afbeeldingen |
| Symposion | Woonhuis                  | 1870 |                                                         | Lucasbolwerk 8                                  | 52° 5' 36" NB, 5° 7' 33" OL | 514228 | Meer afbeeldingen |
| Dubbel Herenhuis | Woonhuis                  | 1885 |                                                         | Lucasbolwerk 18                                 | 52° 5' 39" NB, 5° 7' 33" OL | 514229 | Meer afbeeldingen |
| Sociëteit de Vriendschap | Vergadering en vereniging | 1865 |                                                         | Keistraat 24                                    | 52° 5' 33" NB, 5° 7' 23" OL | 514232 | Meer afbeeldingen |
| Woonwinkelpand met art-nouveau-invloeden | Winkel                    | 1900-1901 | M.E. Kuiler                                             | Zadelstraat 19                                  | 52° 5' 25" NB, 5° 7' 10" OL | 514235 | Meer afbeeldingen |
| Physisch Laboratorium voor de Rijksuniversiteit | Onderwijs en wetenschap   | 1875-1915 |                                                         | Bijlhouwerstraat 8                              | 52° 4' 53" NB, 5° 7' 21" OL | 514239 | Meer afbeeldingen |
| Lievendaal | Woonhuis                  | 1862 |                                                         | Lepelenburg 101                                 | 52° 5' 19" NB, 5° 7' 40" OL | 514242 | Meer afbeeldingen |
| Pand | Werk-woonhuis             | mogelijk ca. 1770 |                                                         | Vredenburg 34                                   | 52° 5' 36" NB, 5° 6' 46" OL | 18385  | Meer afbeeldingen |
| Noord Brabant | Horeca                    | 1904-1915 | R. Rijksen/L. de Wolf                                   | Vredenburg 3                                    | 52° 5' 32" NB, 5° 6' 54" OL | 514243 | Meer afbeeldingen |
| Vinkepand | Woonhuis                  | 1857 |                                                         | Vredenburg 40                                   | 52° 5' 35" NB, 5° 6' 44" OL | 514244 | Meer afbeeldingen |
| Voormalige drogisterij/ apotheek | Gezondheidszorg           | 1905-1906 | J.H.B.                                                  | Steenweg 65                                     | 52° 5' 27" NB, 5° 7' 1" OL  | 514245 | Meer afbeeldingen |
| Watertoren (Lauwerhof) | Nutsbedrijf               | 1895 | L.C. Dumont                                             | Lauwerhof 29                                    | 52° 5' 44" NB, 5° 7' 7" OL  | 514252 | Meer afbeeldingen |
| Winkel- en woonhuisblok | Winkel                    | 1924 | W.A. Maas                                               | Domstraat 5                                     | 52° 5' 30" NB, 5° 7' 19" OL | 514255 | Meer afbeeldingen |
| Oud-Katholieke Sint-Gertrudiskathedraal | Kerk en kerkonderdeel     | 1912 | E.G. Wentink jr.                                        | Willemsplantsoen 2                              | 52° 5' 19" NB, 5° 6' 59" OL | 514248 | Meer afbeeldingen |
| Pastorie bij de Sint-Gertrudiskathedraal | Kerkelijke dienstwoning   | 1914 | E.G. Wentink jr.                                        | Willemsplantsoen 3                              | 52° 5' 19" NB, 5° 6' 60" OL | 514258 | Meer afbeeldingen |
| Hoofdpostkantoor | Overheidsgebouw           | 1919-1924 | J. Crouwel jr.                                          | Neude 11                                        | 52° 5' 35" NB, 5° 7' 5" OL  | 514259 | Meer afbeeldingen |
| Marienweerd en Marienhof | Woonhuis                  | 1910 |                                                         | Mariahoek 3                                     | 52° 5' 21" NB, 5° 6' 58" OL | 514261 | Meer afbeeldingen |
| Incassobank | Handel en kantoor         | 1920 | Baanders en D.J. Heusinkveld                            | Nobelstraat 4                                   | 52° 5' 35" NB, 5° 7' 28" OL | 514262 | Meer afbeeldingen |
| Herenhuis | Woonhuis                  | 1877 |                                                         | Servaasbolwerk 10                               | 52° 5' 14" NB, 5° 7' 41" OL | 514270 | Herenhuis |
| Woonblok van drie in rij gelegen herenhuizen | Woonhuis                  | |                                                         | Servaasbolwerk 11                               | 52° 5' 13" NB, 5° 7' 41" OL | 522919 | Meer afbeeldingen |
| Herenhuis | Woonhuis                  | |                                                         | Servaasbolwerk 14                               | 52° 5' 12" NB, 5° 7' 41" OL | 522920 | Meer afbeeldingen |
| Stadsschouwburg Utrecht | Gebouw                    | 1941 | W.Dudok                                                 | Lucasbolwerk 24                                 | 52° 5' 35" NB, 5° 7' 38" OL | 530827 | Meer afbeeldingen |